# Швейцария (фильм)
«Швейцария» (англ. Switzerland) — будущий художественный фильм в жанре триллера режиссёра Антона Корбейна. Главную роль исполнит Хелен Миррен. Сценарий фильма основан на пьесе Джоанны Мюррей-Смит.

## Сюжет
Знаменитая писательница Патриция Хайсмит уединённо живёт в швейцарских Альпах. Её покой нарушает приезд Эдварда, молодого литературного агента, которого прислало издательство, чтобы убедить её написать последний роман в её популярной серии о Томе Рипли. Хайсмит использует своё знаменитое мрачное воображение, чтобы отпугнуть Эдварда, но прежде чем они успевают опомниться, начинается сотрудничество, в результате которого созданный ими мир становится неотличим от их собственного.

## В ролях
- Хелен Миррен — Патриция Хайсмит
- Олден Эренрайк — Эдвард Риджуэй
- Оливия Кук
- Джульет Стивенсон

## Производство
Режиссёром фильма выступит Антон Корбейн. Сценарий фильма основан на пьесе Джоанны Мюррей-Смит. Главную роль исполнит Хелен Миррен. Права на кинопрокат фильма будут проданы компанией FilmNation в феврале 2022 года на Европейском кинорынке на Берлинском кинофестивале. В марте 2024 года к актёрскому составу присоединился Олден Эренрайх, а в январе 2025 года Оливия Кук и Джульет Стивенсон.
Съёмки начались в Риме в январе 2025 года, позднее съёмки пройдут в Лондоне и Швейцарии.